# لا رومن
لا رومن (به انگلیسی: La Romain) شهری در کشور ترینیداد و توباگو، استان پنیال دبه است که جمعیت آن در سرشماری سال ۲۰۰۵ میلادی ۱۰٫۰۰۵ نفر بوده‌است.